# Santos Dumont (kommun)
Santos Dumont är en kommun i Brasilien.   Den ligger i delstaten Minas Gerais, i den sydöstra delen av landet, 800 km sydost om huvudstaden Brasília. Antalet invånare är 46 289.
Följande samhällen finns i Santos Dumont:
- Santos Dumont

Omgivningarna runt Santos Dumont är huvudsakligen savann. Runt Santos Dumont är det tätbefolkat, med 683 invånare per kvadratkilometer.